# Cornukaempferia
Cornukaempferia là một chi thực vật trong họ Zingiberaceae. Nó được John Donald Mood và Kai Larsen mô tả năm 1997.

## Mô tả
Một loại cây thảo không thân cây. Lá ít, xếp thành hai dãy. Cụm hoa đầu cành, phát triển theo hướng về phía đỉnh; lá bắc xếp thành vòng xoắn, hỗ trợ mỗi lá bắc một hoa; không lá bắc con. Đài hoa hình ống, 3 răng; ống tràng hoa ngắn, các thùy gần đều, thùy lưng lớn hơn; nhị lép bên dễ thấy, rời; cánh môi rộng, không phân chia; nhị với chỉ nhị ngắn, bao phấn với phần phụ liên kết tạo thành một mào dài, hẹp, cong, không có cựa ở gốc. Bầu nhụy 3 ngăn với 2 tuyến trên bầu ở đỉnh. Tên gọi Cornukaempferia được chọn là do nó có bao phấn lớn, hình giống như sừng, thể hiện sự tương tự nổi bật với phần phụ bao phấn đặc trưng của chi Zingiber.
Cornukaempferia có quan hệ họ hàng gần với Kaempferia, một chi cũng có mào bao phấn hơi cong ít hay nhiều, nhưng thường thì luôn phẳng và 2 răng, không giống như kiểu "Zingiber"; cánh môi thường 2 thùy chẻ sâu và lá bắc con thường chẻ đôi. Chi này khác với Kaempferia ở chỗ cánh môi nguyên và khác với Boesenbergia ở chỗ có mào bao phấn lớn, hẹp, cong và kiểu phát triển hoa từ đáy tới đỉnh. Mặc dù có cấu trúc bao phấn rất đặc biệt, nhưng dường như Cornukaempferia không có mối quan hệ họ hàng gần với chi Zingiber.

## Các loài
Tại thời điểm năm 2021, chi này chứa 5 loài đã biết. Tất cả đều là đặc hữu Thái Lan:
- Cornukaempferia aurantiflora Mood & K.Larsen, 1997 - Tỉnh Phetchabun.
- Cornukaempferia chayanii Yupparach & Wongsuwan, 2019[4] - Tỉnh Uttaradit.
- Cornukaempferia kamolwaniae Picheans., Yupparach & Wongsuwan, 2019[4] - Tỉnh Uttaradit.
- Cornukaempferia larsenii P.Saensouk, 2007 - Tỉnh Loei.
- Cornukaempferia longipetiolata Mood & K.Larsen, 1999 - Tỉnh Phetchabun.